# Samper de Calanda
Samper de Calanda es un municipio y localidad española de la provincia de Teruel, en la comunidad autónoma de Aragón. Cuenta con una población de 730 habitantes (INE 2024).

## Geografía
Integrado en la comarca de Bajo Martín, se sitúa a 156 kilómetros de la capital provincial. El término municipal está atravesado por la carretera nacional N-232, en el pK 152, y por la carretera autonómica A-224, que conecta con Híjar y Jatiel.
El relieve del municipio está caracterizado por el llamado Desierto de Calanda, una zona árida de escasas precipitaciones, tan solo suavizada por la presencia del río Martín, que cruza el territorio por el oeste. La altitud oscila entre los 440 metros al este y los 200 metros a orillas del río. El pueblo se alza a 258 metros sobre el nivel del mar. 
| Noroeste: Jatiel                  | Norte: Castelnou | Noreste: Escatrón (Zaragoza) |
| Oeste: La Puebla de Híjar e Híjar |                  | Este: Alcañiz                |
| Suroeste: Híjar                   | Sur: Híjar       | Sureste: Alcañiz e Híjar     |

## Demografía
Samper de Calanda cuenta con una población de 730 habitantes (INE 2024).
| Gráfica de evolución demográfica de Samper de Calanda entre 1842 y 2021                                             |
| |
| Población de derecho según los censos de población del INE Población de hecho según los censos de población del INE |

## Administración y política

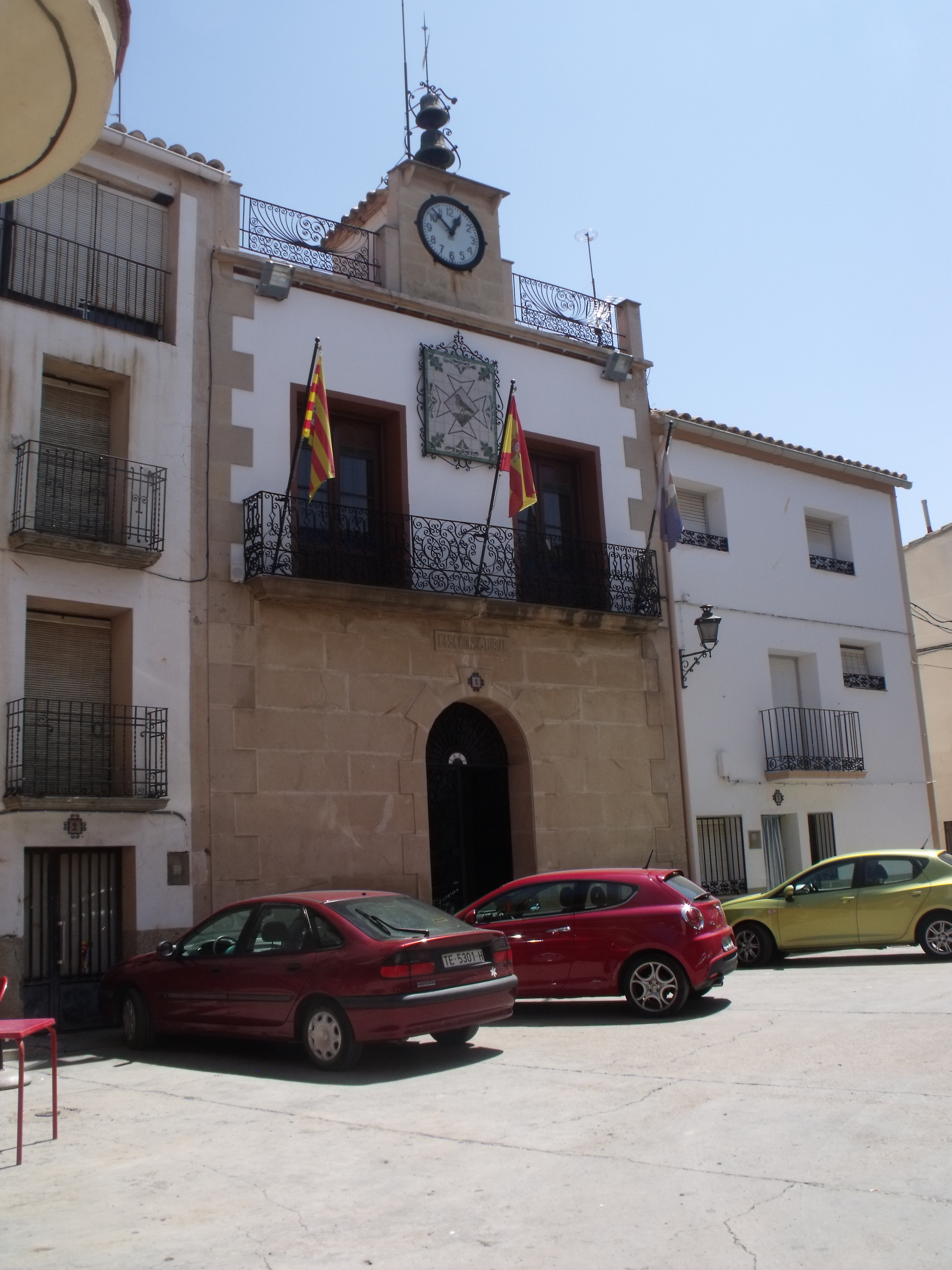
Casa consistorial

| Período   | Alcalde                                 | Partido  |  |
| --------- | --------------------------------------- | -------- |  |
| 1979-1983 | José Antonio Fandos Martín              | UCD      |  |
| 1983-1987 | José Herrero Monge                      | AP       |  |
| 1987-1991 | José Herrero Monge                      | AP       |  |
| 1991-1995 | Agustín Clavero Marco                   | PSOE     |  |
| 1995-1999 | Agustín Clavero Marco Jesús Muñoz Igado | PSOE PAR |  |
| 1999-2003 | Miguel Ángel Bes fandos                 | PSOE     |  |
| 2003-2007 | Alfonso Manuel Pérez Ornaque            | PSOE     |  |
| 2007-2011 | Alfonso Manuel Pérez Ornaque            | PSOE     |  |
| 2011-2015 | Alfonso Manuel Pérez Ornaque            | PSOE     |  |
| 2015-2019 | Alfonso Manuel Pérez Ornaque            | PSOE     |  |

| Partido político    | Partido político                                   | 2003   | 2007   | 2011   | 2015   |
| Partido político    | Partido político                                   | Ediles | Ediles | Ediles | Ediles |
|                     | Partido de los Socialistas de Aragón (PSOE-Aragón) | 2      | 6      | 5      | 4      |
|                     | Partido Popular de Aragón (PP)                     | 2      | 2      | 1      | 2      |
|                     | Partido Aragonés (PAR)                             | 2      | 1      | 1      | 1      |
|                     | Independientes                                     | 1      | —      | —      | —      |
| Total de concejales | Total de concejales                                | 7      | 9      | 7      | 7      |

## Asociaciones
La Asociación Cultural Los Tambores se dedica a la difusión y mantenimiento de las tradiciones del tambor y del bombo así como en la realización de actividades culturales. Su actual presidente, Miguel Franco Anadón, ha sido galardonado con el Tambor Noble en las Jornadas de Convivencia, celebradas el 08-03-2008 en Samper de Calanda, en cuyos actos han participado todos los pueblos de la Ruta del Tambor y del Bombo. Otra asociación que goza de bastante importancia en el pueblo es la asociación de los Balsetes, presidida por Miguel Abós Bes.